# Ipomoea purpurea
Ipomoea purpurea, llamada popularmente gloria de la mañana, manto de María, don Diego de día, campanilla morada o quiebraplatos (entre otros nombres),  es una especie de la familia Convolvulaceae, nativa de México, América del Sur y de Centroamérica.

## Descripción
Es una herbácea anual de hábito trepador que puede alcanzar 6 m de altura apoyándose en estructuras u otras plantas. Las hojas son anchamente ovadas (acorazonadas) con margen entero o lobulado (de 3 o 4 siempre menos de 5); los tallos tienen largas vellosidades ásperas. Las inflorescencias son cimosas con 2 a 5  flores en forma de trompeta con 5 pétalos de color azul pálido o violáceo con el tubo blanco. entre los cultivares 'Alba' tiene flores totalmente blancas, en 'Violácea' son dobles de color púrpura y en 'Tricolor' azules con franjas blancas y rojas. El fruto es una cápsula globosa valvada con semillas negras de unos 5 mm.

## Distribución y hábitat

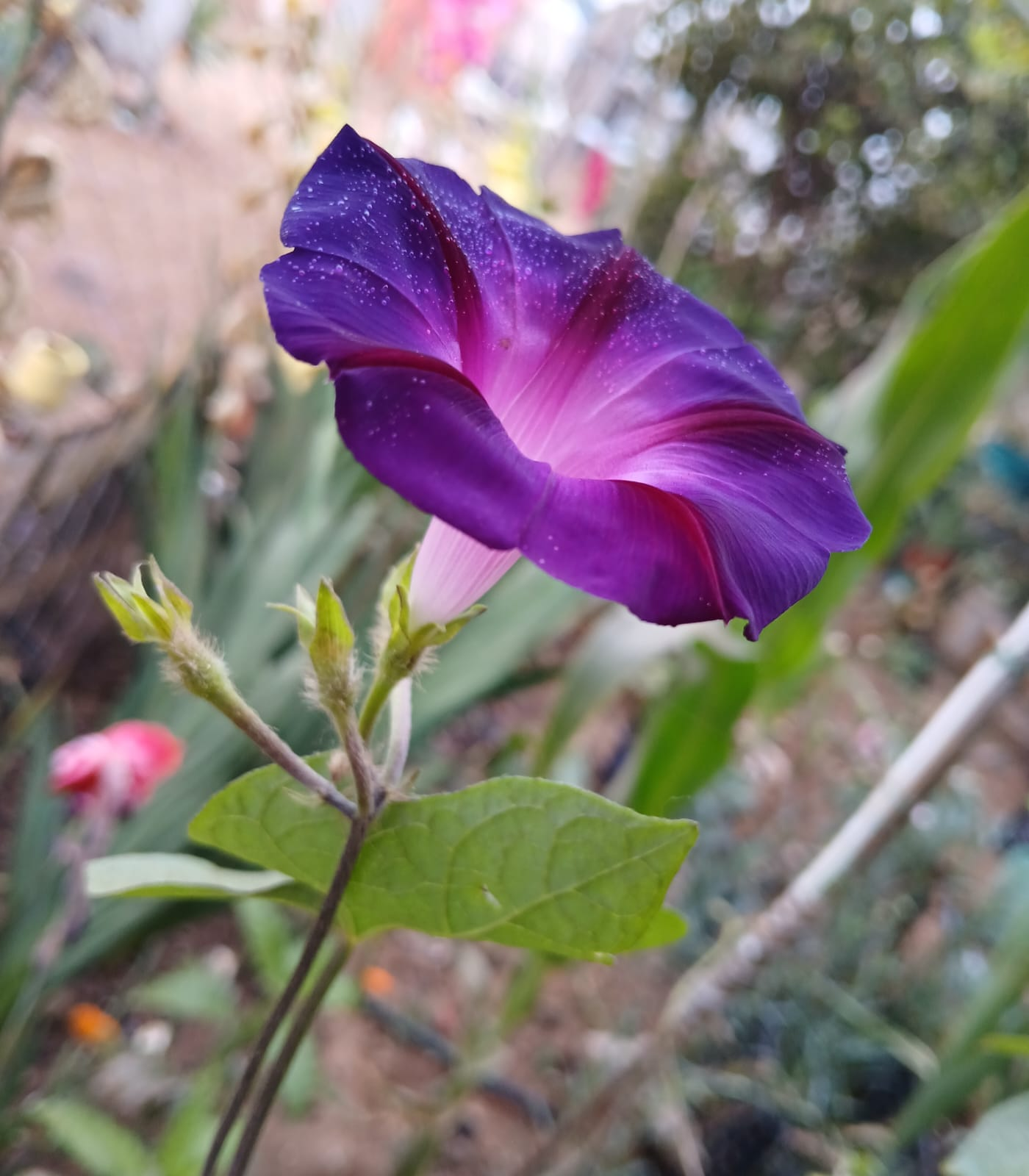
ipomoea purpurpurea ubicada en Ensenada, Baja California

Está naturalizada en regiones subtropicales de América Central y del sur, y se ha introducido en las regiones templadas de ambos hemisferios. Se cultiva como ornamental y suele crecer espontáneamente cerca de los lugares de plantación debido a la facilidad de germinación, por lo que frecuentemente se considera una especie invasiva.

## Taxonomía
Ipomoea purpurea fue descrita primero por Linneo como Convolvulus purpureus y publicada en Species Plantarum, vol. 1, p. 219, 1753. Posteriormente  Albrecht Wilhelm Roth la atribuyó al género Ipomoea y lo publicó en Botanische Abhandlungen und Beobachtungen, 27, 1787. En ciertas zonas agrestes de la Costa de Oro uruguaya se la conoce también como "Campanolga" (Ripoll, Scoria et al). 
Etimología
- purpurea: epíteto latíno que significa "de color púrpura".[4]

Sinonimia
- Convolvulus purpureus L.
- Ipomoea hirsutula J.Jacq.
- Ipomoea purpurea var. diversifolia (Lindl.) O'Donell
- Pharbitis purpurea (L.) Voigt[5]

## Nombres comunes
- aurora de México, mecapatli, mecatlancasis de México, suspiros de Chile.[6]

## Galería de imágenes

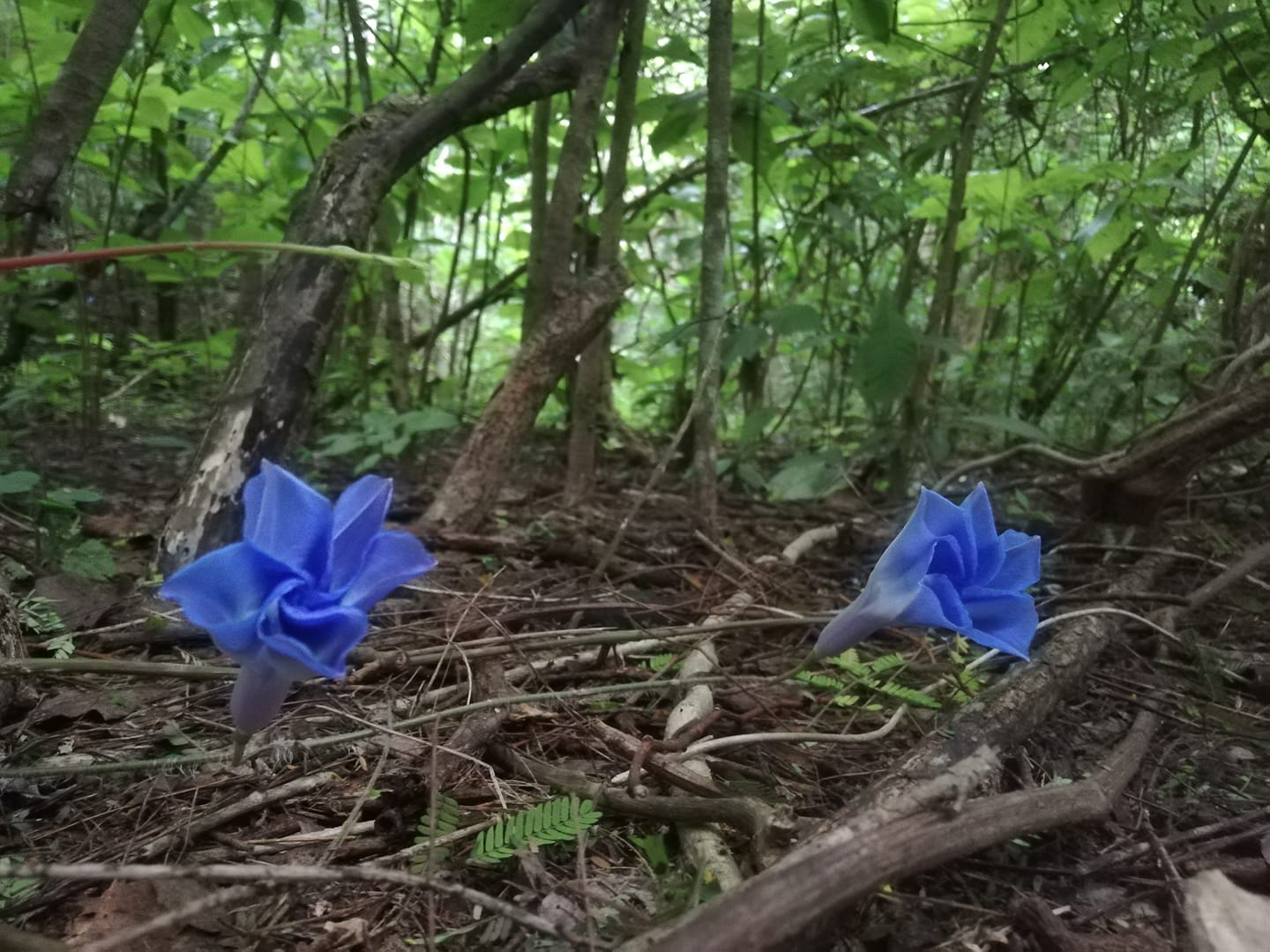
Gloria de la mañana (Ipomoea purpurea)

|                  |
| Ipomoea purpurea |

|                     |
| Flor de I. purpurea |

|                      |
| Hojas de I. purpurea |

|                                                        |
| Fotografía de barrido electrónico de un grano de polen |

|                            |
| Cotiledones de I. purpurea |

|                                   |
| Ipomoea purpurea var. 'Milky Way' |

|                    |
| Vista de la planta |

1. ↑  «Ipomoea». arbolesornamentales. Consultado el 1 de junio de 2021.
2. ↑  «Ipomoea». flora Ibérica Real Jardín Botánico CSIC]]. Consultado el 1 de junio de 2021.
3. ↑  «Ipomoea purpurea». Tropicos.org. Missouri Botanical Garden. Consultado el 20 de noviembre de 2014.
4. ↑  En Epítetos Botánicos
5. ↑  «Ipomoea purpurea». USDA, Agricultural Research Service, National Plant Germplasm System. 2021. Germplasm Resources Information Network (GRIN Taxonomy). National Germplasm Resources Laboratory, Beltsville, Maryland. Consultado el 1 de junio de 2021.
6. ↑  Colmeiro, Miguel: «Diccionario de los diversos nombres vulgares de muchas plantas usuales ó notables del antiguo y nuevo mundo», Madrid, 1871.